# Carole Nelson
Pour les articles homonymes, voir Nelson.
Carole Nelson (née le 27 janvier 1971 à Paris) est une athlète française, spécialiste du 400 mètres haies. 

## Biographie
Elle remporte trois titres de championne de France du 400 m haies, en 1992, 1993 et 1994.
En 1993, Carole Nelson décroche la médaille de bronze des Jeux méditerranéens, à Narbonne.

### Palmarès
- Championnats de France d'athlétisme :
  - 3 fois vainqueur du 400 m haies en 1992, 1993 et 1994.

### Records
| Épreuve     | Performance | Lieu              | Date            |
| ----------- | ----------- | ----------------- | --------------- |
| 400 m haies | 56 s 61     | Villeneuve-d'Ascq | 18 juillet 1992 |